# پائول رودلف
پائول رودُلف (آلمانی: Paul Rudolf; ۶ دسامبر ۱۸۹۲ – نامشخص) قایقران روئینگ اهل سوئیس بود.